# Cardiochiles orizabae
Cardiochiles orizabae är en stekelart som först beskrevs av Cresson 1873.  Cardiochiles orizabae ingår i släktet Cardiochiles och familjen bracksteklar. Inga underarter finns listade.